# Leave in Silence
«Leave in Silence» (en español, Vete en silencio) es el sexto disco sencillo del grupo inglés de música electrónica Depeche Mode, el tercero desprendido de su álbum A Broken Frame, publicado en 1982 solo en Europa en 7 y en 12 pulgadas.
Leave in Silence es una canción compuesta por Martin Gore. Los lados B fueron los temas Excerpt from: My Secret Garden y su versión larga Further Excerpts from: My Secret Garden, que a su vez son una versión instrumental del tema My Secret Garden del mismo álbum; el tema Further Excerpts from: My Secret Garden apareció adicionalmente también en la versión americana del álbum A Broken Frame.

## Descripción
Leave in Silence es una función electrónica minimalista, o por lo menos su versión original para el álbum A Broken Frame, con una base simplista en la cual los integrantes del grupo tocan una parte a un tiempo cada uno, volviéndola muy acompasada, aunque en los puentes luce un sofisticado efecto meramente sintético, y una letra sobre problemas no resueltos, la cual ciertamente es lo de menos, además, como otros temas de los discos de DM en que aparecen como trío tiene participación vocal de los tres integrantes.
Sin embargo, existe una segunda versión, la del sencillo en disco de 12 pulgadas, mucho más sintetizada, la cual fue la incluida en la edición norteamericana original del álbum. Esta es más larga, y el peculiar efecto de los puentes cubre la canción desde el inicio hasta comenzar la coda. En algunas giras de DM esta versión sería la interpretada debido a que es mucho más electrónica y larga, por lo cual bien puede considerársele como la versión epónima del tema.
También en la versión de 12 pulgadas aparece una tercera versión, bajo el subtítulo Quieter, la cual es la más minimalista de todas, con la letra prácticamente en segundo plano y la musicalización solo resonando en sus elementos menos electrónicos.
En conjunto de sus elementos, la canción es bastante melancólica y de algún modo sentaba las bases de tendencias posteriores de DM planteando un tema un tanto dramático y tristón.

## Formatos
Fue el primer sencillo de DM que apareció bajo catálogo "Bong".
En disco de vinilo
7 pulgadas Mute 7Bong1 Leave in Silence
| Lado A |                    |          |  |
| N.º    | Título             | Duración |  |
| 1.     | «Leave in Silence» | 4:00     |  |

| Lado B |                                   |          |  |
| N.º    | Título                            | Duración |  |
| 1.     | «My Secret Garden» (Excerpt from) | 3:14     |  |

12 pulgadas Mute 12Bong1  Leave in Silence
| Lado A |                                    |          |  |
| N.º    | Título                             | Duración |  |
| 1.     | «Leave in Silence» (versión larga) | 6:30     |  |

| Lado B |                                            |          |  |
| N.º    | Título                                     | Duración |  |
| 1.     | «My Secret Garden» (Further Excerpts from) | 4:23     |  |
| 2.     | «Leave in Silence» (Quieter)               | 3:40     |  |

CD 1991
Para 1991, Leave in Silence se publicó en formato digital dada su inclusión en la colección de sencillos The Singles Boxes 1-3 de ese año, con lo que vio por primera vez su publicación en los Estados Unidos.
| Mute CDBong1 Leave in Silence |                                            |          |  |
| N.º                           | Título                                     | Duración |  |
| 1.                            | «Leave in Silence»                         | 4:01     |  |
| 2.                            | «My Secret Garden» (Excerpt from)          | 3:15     |  |
| 3.                            | «Leave in Silence» (versión larga)         | 6:31     |  |
| 4.                            | «My Secret Garden» (Further Excerpts from) | 4:23     |  |
| 5.                            | «Leave in Silence» (Quieter)               | 3:43     |  |

## Vídeo promocional
"Leave in Silence" fue dirigido por Julien Temple y su aspecto más llamativo es que fue en donde apareció por primera vez Alan Wilder como el cuarto miembro Depeche Mode y, de hecho, aparecen únicamente los integrantes del grupo a diferencia de los otros vídeos del álbum.
El vídeo muestra a los integrantes, los cuatro, percutiendo la peculiar notación sobre una banda que se va moviendo, como si esperaran la nota correcta, y después pasa a imágenes de una habitación blanca en donde, igualmente vestidos de blanco, la cantan.
Hasta Video Singles Collection de 2016, 34 años después de su publicación, el vídeo de "Leave in Silence" se incluyó por primera vez en un lanzamiento oficial de DM.

## En directo
"Leave in Silence" sería incorporada originalmente solo en tres giras, el correspondiente Broken Frame Tour, tal como aparece en su versión original, y después en el Some Great Tour y el Black Celebration Tour en los cuales se interpretó en la sofisticada versión extendida.
Varios años después, el tema se reincorporó en la gira Touring the Angel, en la cual se interpretó en una versión acústica tan solo con sintetizador en modo piano por Peter Gordeno y cantada por Martin Gore, forma en la cual se repitió en la gira Delta Machine Tour.
De tal modo, fue el único tema de DM que se llevó a cabo en el escenario propiamente de tres maneras distintas.